# راعون بلملس (الضليعة)
'

تعديل مصدري - تعديل

راعون بلملس هي إحدى قرى عزلة الضليعة بمديرية الضليعة التابعة لمحافظة حضرموت، بلغ تعداد سكانها 55 نسمة حسب تعداد اليمن لعام 2004.